# Bisbat de Raigarh
El bisbat de Raigarh (hindi: रायगढ़ के सूबा; llatí: Dioecesis Raigarhensis) és una seu de l'Església catòlica a Índia, sufragània de l'arquebisbat de Raipur. Al 2017 tenia 66.846 batejats d'un total de 1.513.025 habitants. Actualment està regida pel bisbe Paul Toppo.

## Territori
La diòcesi comprèn el districte de Raigarh, a l'estat indi del Chhattisgarh.
La seu episcopal és la ciutat de Raigarh, on es troba la catedral de Sant Miquel.
El territori s'estén sobre 7.086 km² i està dividit en 46 parròquies.

## Història
La diòcesi de Raigarh-Ambikapur fou erigida el 13 de desembre de 1951 mitjançant la butlla Laetissimo sane del papa Pius XII, prenent el territori de les diòcesis de Nagpur i de Ranchi (avui ambdues arxidiòcesis). Originàriament era sufragània de l'arquebisbat de Nagpur.
El 13 de setembre de 1963 passà a formar part de la província eclesiàstica de l'arquebisbat de Bhopal.
El 10 de novembre de 1977, en virtut de la butlla Votis concedere del papa Pau VI la diòcesi fou dividida, donant origen a la diòcesi d'Ambikapur i a la present diòcesi, que prengué el nom actual.
El 27 de febrer de 2004 esdevingué sufragània de l'arquebisbat de Raipur.
El 23 de març de 2006 cedí una porció del seu territori a benefici de l'erecció de la diòcesi de Jashpur.

## Cronologia episcopal
- Oscar Sevrin, S.J. † (13 de desembre de 1951 - 8 de novembre de 1957 renuncià)
- Stanislaus Tigga † (24 de desembre de 1957 - 9 de juliol de 1970 mort)
- Francis Ekka † (24 d'abril de 1971 - 15 de març de 1984 mort)
- Victor Kindo † (25 de novembre de 1985 - 23 de març de 2006 nomenat bisbe de Jashpur)
- Paul Toppo, des del 23 de març de 2006

## Estadístiques
A finals del 2017, la diòcesi tenia 66.846 batejats sobre una població de 1.513.025 persones, equivalent al 4,4% del total.
| any  | població | població  | població | sacerdots | sacerdots       | sacerdots       | sacerdots             | diaques | religiosos | religiosos | parroquies |
| ---- | -------- | --------- | -------- | --------- | --------------- | --------------- | --------------------- | ------- | ---------- | ---------- | ---------- |
| any  | batejats | total     | %        | total     | clergat secular | clergat regular | batejats por sacerdot | diaques | homes      | dones      |            |
| 1970 | 168.980  | 2.227.964 | 7,6      | 85        | 38              | 47              | 1.988                 |         | 67         | 167        | 13         |
| 1980 | 172.670  | 1.316.000 | 13,1     | 73        | 39              | 34              | 2.365                 |         | 37         | 247        | 24         |
| 1990 | 210.000  | 1.526.000 | 13,8     | 122       | 82              | 40              | 1.721                 |         | 58         | 308        | 39         |
| 1999 | 238.887  | 2.110.305 | 11,3     | 164       | 121             | 43              | 1.456                 |         | 52         | 422        | 50         |
| 2000 | 246.337  | 2.175.936 | 11,3     | 169       | 129             | 40              | 1.457                 |         | 46         | 370        | 51         |
| 2001 | 251.230  | 2.219.181 | 11,3     | 180       | 138             | 42              | 1.395                 |         | 56         | 429        | 55         |
| 2002 | 237.690  | 2.238.486 | 10,6     | 175       | 139             | 36              | 1.358                 |         | 50         | 394        | 58         |
| 2003 | 242.125  | 2.257.958 | 10,7     | 194       | 145             | 49              | 1.248                 |         | 64         | 418        | 61         |
| 2004 | 242.915  | 2.258.748 | 10,8     | 194       | 145             | 49              | 1.252                 |         | 63         | 431        | 64         |
| 2006 | 56.640   | 1.265.084 | 4,5      | 51        | 43              | 8               | 1.110                 |         |            | 92         | 18         |
| 2010 | 61.770   | 1.367.000 | 4,5      | 59        | 53              | 6               | 1.046                 |         | 7          | 98         | 21         |
| 2014 | 64.401   | 1.493.627 | 4,3      | 66        | 55              | 11              | 975                   |         | 11         | 124        | 21         |
| 2017 | 66.846   | 1.513.025 | 4,4      | 73        | 60              | 13              | 915                   |         | 13         | 124        | 46         |